# Изубриевка 1-я
Изу́бриевка 1-я — деревня Меньшеколодезского сельского поселения Долгоруковского района Липецкой области.

## Название
Законом Липецкой области от 11 ноября 2015 года № 463-ОЗ Изубриевка Первая переименована в Изубриевку 1-ю.

## География
Деревня Изубриевка 1-я находится в южной части Долгоруковского района, в 13 км к югу от села Долгоруково. Располагается на берегах реки Изубриевка.

## История
Изубриевка возникла не позднее 2-й половины XVIII века. Впервые упоминается в «Экономических примечаниях Елецкого уезда» 1778 года упоминается под названием «Изубриев Колодезь».
В «Списках населённых мест» Орловской губернии 1866 года отмечается как «деревня владельческая Русановка (Изубриевка), при колодцах, 5 дворов, 48 жителей, мельница».
В 1905 году деревня Изубриевка 1-я значится в приходе Сергиевской церкви села Меньшой Колодезь.
В переписи населения СССР 1926 года отмечается 30 дворов, 160 жителей. В 1932 году — 224 жителя.
До 20-х годов XX века Изубриевка в составе Сергиевской волости Елецкого уезда. В 1928 году вошла в состав Долгоруковского района Елецкого округа Центрально-Чернозёмной области. После разделения ЦЧО в 1934 году Долгоруковский район вошёл в состав Воронежской, в 1935 — Курской, а в 1939 году — Орловской области. С 6 января 1954 года в составе Долгоруковского района Липецкой области.

## Население
| 2010 |
| ---- |
| 17   |

## Транспорт
Через Изубриевку проходит асфальтированная автодорога, связывающая село Долгоруково с деревней Елизаветовка, грунтовой дорогой связана с деревней Большой Колодезь.